# Masako Hozumiová
Masako Hozumiová (japonsky 穂積 雅子, Hozumi Masako; * 11. září 1986) je japonská rychlobruslařka specializující se na dlouhé tratě (3000/5000 m).
Na mezinárodní scéně působí od roku 2005, kdy se zúčastnila juniorského mistrovství světa. Na tom následujícím v roce 2006 získala bronzovou medaili v rámci družstva japonských závodnic.
Od roku 2006 závodí v seniorských kategoriích. Roku 2007 byla na asijském mistrovství světa v čínském Čchang-čchunu první na trati 5000 m a třetí na trati 3000 m, v letech 2009, 2010 a 2013 pak zvítězila v celém víceboji, v roce 2011 byla celkově druhá. Jejím nejlepším výsledkem na světové scéně je čtvrté místo na MS ve víceboji 2009, v rámci družstev bronzová medaile z MS na jednotlivých tratích 2009 a stříbrná medaile ze Zimních olympijských her 2010. Zúčastnila se Zimních olympijských her 2014, kde se v závodě na 3000 m umístila na 21. místě, na trati 5000 m skončila třináctá.
Ve Světovém poháru debutovala v roce 2006, žádný závod ale dosud nevyhrála.